# Šport u 2016.
◄◄ | ◄ | 2013. | 2014. | 2015. | 2016.  | 2017. | 2018. | 2019. | ► | ►►
Arhitektura • Astronautika • Astronomija • Biologija • Film • Fotografija • Glazba • Kazalište • Kemija • Kiparstvo • Knjige • Književnost • Kršćanstvo • Meteorologija • Medicina • Planinarstvo • Politika • Pravo • Promet • Slikarstvo • Strip • Šport • Televizija • Znanost • Zrakoplovstvo • Željeznički promet
Šport u 2016.

## Svijet

### Natjecanja

#### Svjetska natjecanja
- XXXI. Olimpijske igre – Rio de Janeiro 2016.

#### Kontinentska natjecanja

##### Europska natjecanja
- 10. do 23. siječnja – Europsko prvenstvo u vaterpolu u Beogradu u Srbiji: prvak Srbija
- 10. lipnja do 10. srpnja – Europsko prvenstvo u nogometu u Francuskoj: prvak Portugal

## Hrvatska i u Hrvata

### Natjecanja

#### Timski športovi
- prvenstvo Hrvatske u autocrossu: Sven Racing Team (timovi), AK Ozalj (klubovi)[1]

#### Pojedinačni športovi
- prvenstva Hrvatske u autocrossu: Sven Katić (divizija 1), Dražen Katić (divizija 1A), Igor Svaguša (divizija 3).[1]

## Vanjske poveznice
|  | Zajednički poslužitelj ima još gradiva o temi Šport u 2016. |